# Эрман, Риккардо
Риккардо Эрман (итал. Riccardo Ehrman, 4 ноября 1929, Флоренция — 14 декабря 2021, Мадрид) — итальянский журналист, чей вопрос на правительственной пресс-конференции в бывшей Восточной Германии, как считается, ускорил падение Берлинской стены.

## Ранние годы
Эрман родился 4 ноября 1929 года во Флоренции. Его родители были украинскими евреями из Лемберга (ныне Львов), которые во время своего медового месяца решили остаться в Италии. В 13 лет его перевели в лагерь для интернированных Феррамонти ди Тарсия. В сентябре 1943 года освобождён британской армией.
Эрман изучал право, работая репортёром во Флоренции. Он начинал как корреспондент Associated Press в Риме, а затем стал корреспондентом Agenzia Nazionale Stampa Associata (ANSA), итальянского информационного агентства.

## Карьера

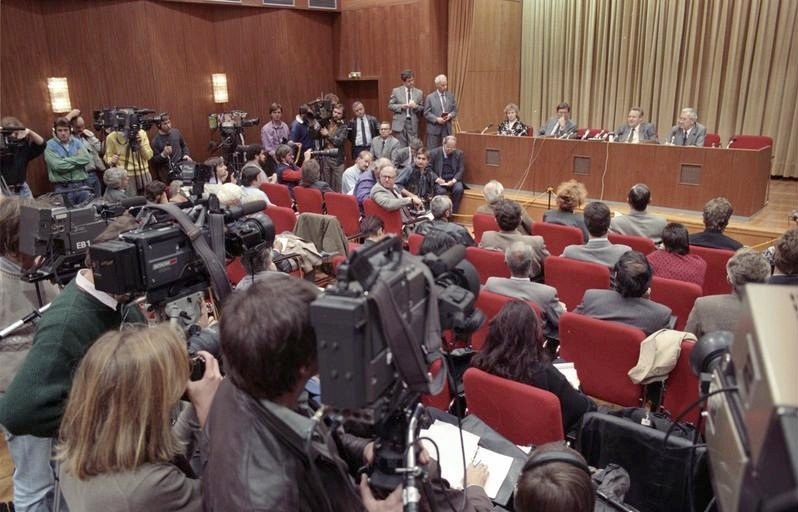
Пресс-конференция 9 ноября 1989 года. Риккардо Эрман находится в центре снимка, сидя за письменным столом.

Во время работы на ANSA в Оттаве, Канада, Эрманна впервые отправили в Берлин в 1976 году, но он провёл два месяца в Риме, ожидая принятия его визы. В том же году он встретил испанку, на которой женился в 1981 году. Впоследствии он был переведён в Индию.
В 1982 году Эрман некоторое время работал корреспондентом в Восточной Германии. В 1985 году ANSA попросило его вернуться в Восточный Берлин из-за его свободного владения немецким языком. 9 ноября 1989 года его вызвали на пресс-конференцию, на которой правительство Восточной Германии должно было объявить, что оно облегчит мобильность граждан из Восточной Германии в Западную.
В конце пресс-конференции он спросил Гюнтера Шабовски, пресс-секретаря Восточной Германии, когда будут сняты новые ограничения на поездки. Через несколько секунд Шабовски ответил: «Насколько мне известно… вступает в силу немедленно, без промедления». («Das tritt nach meiner Kenntnis… ist das sofort… unverzüglich».). Это было ошибкой, потому что в записке, прочитанной Шабовски, говорилось, что эти меры будут отменены со следующего дня. Это привело к тому, что поток восточных и западных немцев собрался у стены и подавлял пограничников, которые их в конечном итоге пропустили. После того, как пресс-конференция с его вопросом закончилась, Эрман позвонил в штаб-квартиру агентства ANSA в Риме с криками «Берлинская стена пала!»
Когда Эрман вернулся домой, ему позвонил посол Италии в Восточной Германии и спросил, чем он занимался на пресс-конференции. Петер Бринкманн, коллега из Западной Германии, также претендует на признание, потому что он вмешался до того, как Шабовски ответил на вопрос.
В 1991 году Эрмана направили в Испанию, где он и остался после выхода на пенсию. В 2008 году награждён орденом «За заслуги перед Федеративной Республикой Германия».

## Смерть
Эрман умер в Мадриде 14 декабря 2021 года, через месяц после своего 92-летия.